# 福音 (耶稣)
基督宗教的福音，是指神的國來到並宣告赦罪的好消息， 當中耶穌基督成為除去世人罪孽的代罪羔羊、受難、死亡並且復活。這個好消息在於人只要用信心接受赦罪，就能得救。  福音也可以指神賜聖靈給一切相信的人，以及耶稣再临。

## 聖經記載

### 新約
《新約聖經》中，無論是《四福音書》、《保羅書信》抑或《大公書信》，都包含福音信息，指出神因著耶穌的受難及復活，贖了世人的罪，恢復神和人之間的關係。例如在新約保羅書信中，使徒保羅認為福音就是耶穌基督代替罪人死亡、埋葬及復活，叫罪人得蒙赦罪（稱義）：
我不以福音爲恥．這福音本是　神的大能、要救一切相信的、先是猶太人、後是希利尼人。因爲　神的義、正在這福音上顯明出來．這義是本於信、以致於信．如經上所記、『義人必因信得生。』
 — 《羅馬書》一章16至17節

### 舊約
學者認為，福音不是《新約聖經》獨有，在《舊約聖經》經文中已有多次記載，當中《創世記》第三章15節已經有預言耶穌基督得勝死亡、施行救贖的信息（Proto-Gospel）。《舊約》中的福音經文還包括：
耶和華說、日子將到、我要給大衞興起一個公義的苗裔、他必掌王權、行事有智慧、在地上施行公平、和公義。在他的日子、猶大必得救、以色列也安然居住．他的名必稱爲耶和華我們的義。
 — 《耶利米書》二十三章5至6節
爲你本國之民、和你聖城、已經定了七十個七、要止住罪過、除淨罪惡、贖盡罪孽、引進永義、封住異象和豫言、並膏至聖者。
 — 《但以理書》九章24節
伯利恆以法他阿、你在猶大諸城中爲小、將來必有一位從你那裏出來、在以色列中爲我作掌權的．他的根源從亙古、從太初就有。
 — 《彌迦書》五章2節
錫安的民哪、應當大大喜樂．耶路撒冷的民哪、應當歡呼．看哪、你的王來到你這裏．他是公義的、並且施行拯救、謙謙和和的騎着驢、就是騎着驢的駒子。 
 — 《撒迦利亞書》九章9節

## 字源
福音的通用希臘語εὐαγγέλιον euangélion（εὖ eû "good" + ἄγγελος ángelos "messenger" + -ιον -ion 指小字根） 英文翻譯為Good News（好消息）。此希希臘語在武加大译本中拉丁化為]evangelium，翻譯為拉丁文是bona annuntiatio。
在古英文中翻譯為gōdspel （gōd "good" + spel "news"），在中古英語聖經譯本中為gospel，也是現在英文中用的詞語。有關耶穌生平及教導的聖經紀錄也稱為福音书。